# El Jem
El Jem ou El Djem (em árabe: الجم) é uma cidade da parte oriental da Tunísia, na região do Sahel. É a capital da delegação (espécie de distrito ou grande município) homónima, que é parte da província (gouvernorat) de Mahdia. Em 2004, a delegação tinha 18 302 habitantes.
A cidade ergue-se sobre as ruínas da antiga cidade de Tisdro (em latim: Thysdrus), oficialmente chamada Colónia Tisdritânia (Thysdritania colonia), e é conhecida pelo seu monumental anfiteatro, com capacidade para 27 a 30 mil espectadores, e o maior do Império Romano a seguir ao Coliseu de Roma (45 mil espectadores) e do de Cápua. Em 1979, o anfiteatro foi classificado pela UNESCO como Património Mundial e desde 1985 que o local onde se realiza Festival International de Música Sinfónica de El Jem.

## História
Foi uma cidade cartaginesa, era próspera durante o reinado do imperador romano Adriano (r. 117–138) e recebeu o estatuto de município livre (municipia libera) durante o reinado de Septímio Severo (r. 193–211). Foi depois integrada na província de Bizacena. Situada no centro de uma região de grande produção agrícola, sobretudo de azeite, aparentemente a cidade era relativamente próspera e dispunha de um mercado agrícola muito dinâmico.
Tisdro beneficiou de políticas que valorizaram as terras e o desenvolvimento  económico: os imperadores Vespasiano (r. 69–79) e Tito (r. 79–81) dotaram a cidade de abastecimento de água por intermédio do procônsul de África. Desde o século II d.C. Tisdro foi, segundo Gilbert Charles-Picard, "a capital do azeite" de Bizacena. Era também um cruzamento rodoviário de grande importância, pois ali convergiam seis estradas romanas.
No início de 238, Tisdro é o local de origem de um litígio que teria fortes repercussões na história do Império Romano. Na sequência de um diferendo provocado por uma nova subida de impostos, estala uma revolta. O procurador do imperador Maximino Trácio enfrenta a população da cidade e dos campos em redor. Depois do procurador ser assassinado, os revoltosos dirigem-se à residência do velho procônsul de África, Gordiano, que se encontrava em Tisdro, e proclamam-o imperador. Acompanhado do seu filho Gordiano II, o novo imperador dirige-se para Cartago para o seu advento. A repressão da rebelião do legado imperial da Numídia, Capeliano, é rápida e brutal. Gordiano filho desapareceu em combate e o pai suicidou-se, mas o reconhecimento do neto de Gordiano pelo senado romano e por algumas províncias dá origem a uma breve guerra civil e a uma crise do poder imperial. A singular revolta dá origem à eliminação do imperador Maximino e à ascensão do jovem Gordiano III (r. 238–244).

## Anfiteatros

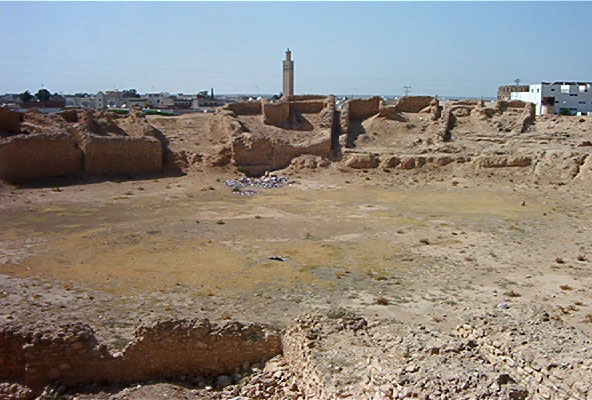
Arena de um dos antigos anfiteatros de Tisdro

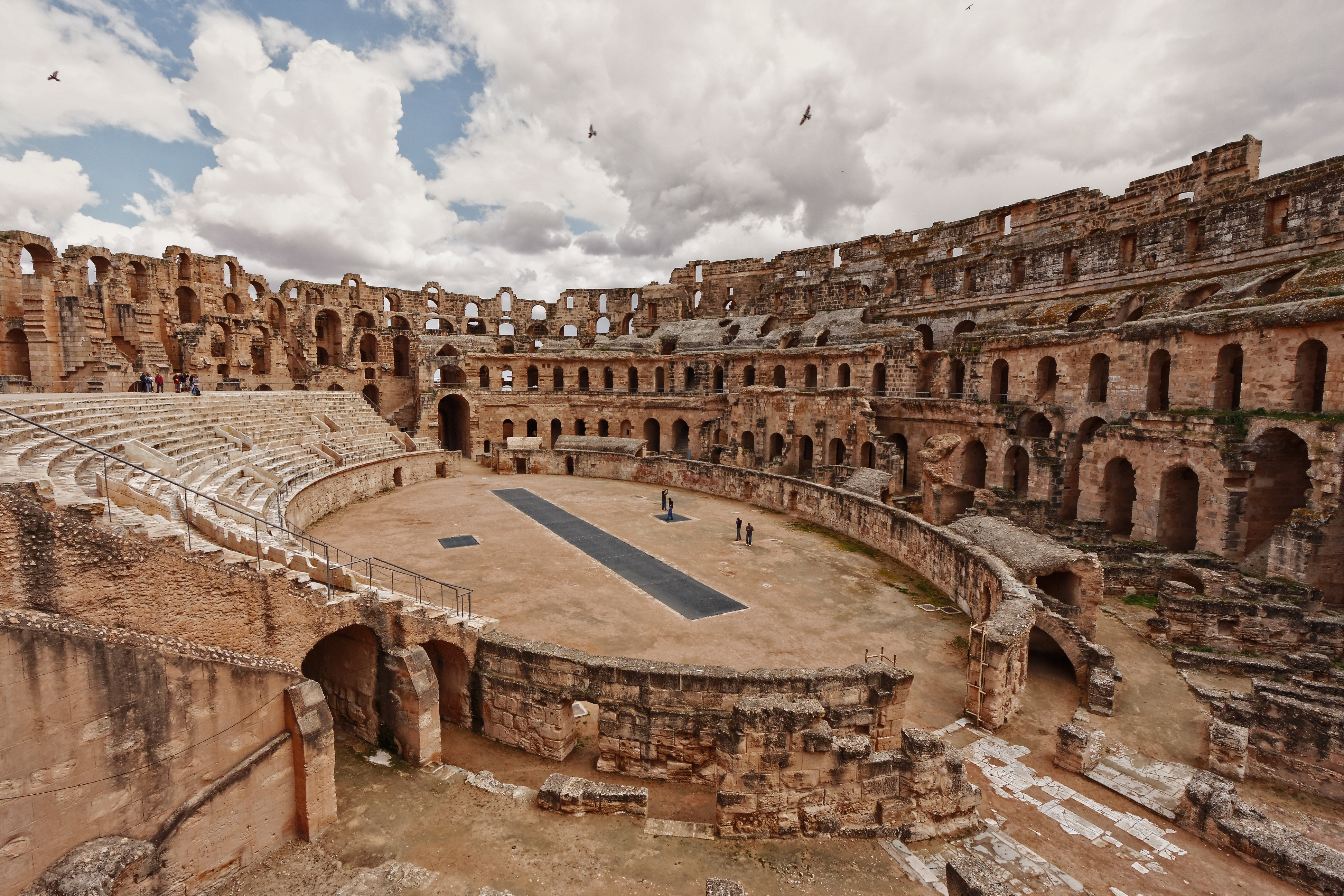
Interior do anfiteatro mais recente, do século III

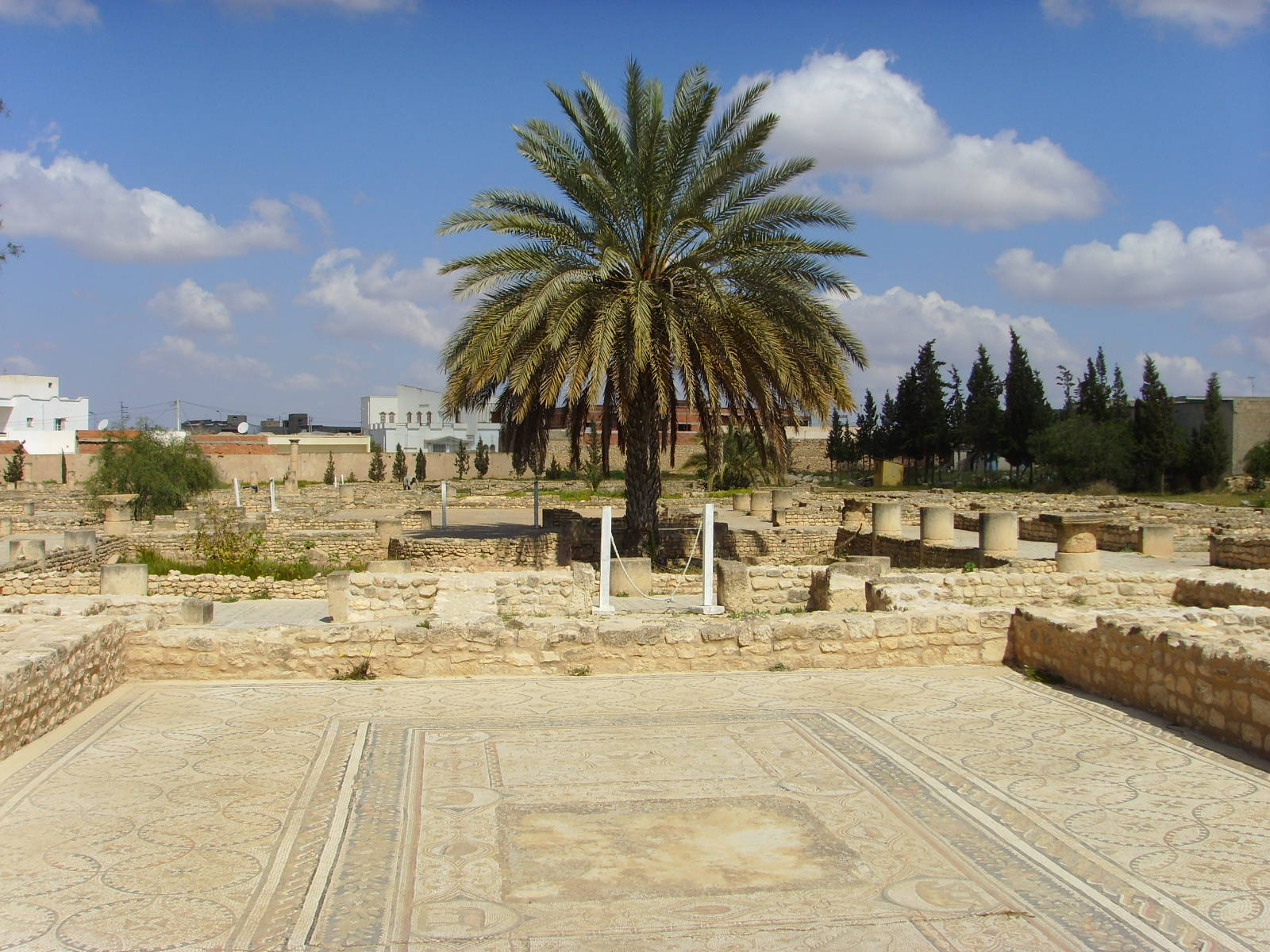
Museu Arqueológico de El Jem

Além do anfiteatro que chegou aos nossos dias, um dos monumentos mais célebres da Tunísia, a antiga Tisdro teve outros dois anfiteatros de menor dimensão. El Jem é o único local do mundo que tem três anfiteatros, cada um deles de uma das três grandes categorias conhecidas de anfiteatros romanos, todos civis, pois a cidade nunca teve guarnição militar.
O mais antigo foi construído provavelmente no século I a.C. e devia ser rudimentar, sem alvenaria, e tinha uma cávea escavada na encosta rochosa de uma colina. Supõe-se que foi construído por iniciativa de mercadores ou agricultores italianos imigrados para os espetáculos de lutas de gladiadores. É de grande valor documental, pois é o único do seu género.
Devido à deterioração desse primeiro anfiteatro e ao desenvolvimento económico e urbanístico da cidade, após várias tentativas de restauração, durante a época flaviana (segunda metade do século I d.C.) foi construído outro anfiteatro, na mesma colina do primeiro, a única da região. Foi construído com um aterro com mais de dois metros de altura para alongar o eixo maior da arena, que ficou com cerca de 60 por 40 metros, uma tribuna sobre o eixo menor, arquibancadas sobre aterros compactados e dois carceres (divisões onde os gladiadores e os animais selvagens esperavam a entrada em cena) que comunicavam com a arena. O edifício ficou mais sólido e funcional, mas não houve preocupações estéticas. Apesar da proximidade, o segundo anfiteatro era distinto do primeiro pela sua localização e pelo estilo de construção, nomeadamente nos elementos principais, que são a cávea e a arena. É comparável a numerosos outros anfiteatros que se encontram na Tunísia, como em Tuburbo Maior (Thuburbo Majus), com uma estrutura adossada a uma colina natural parcialmente edificada.

## Museu arqueológico
O Museu Arqueológico de El Jem situa-se na periferia da cidade. Tem em exposição numerosos mosaicos encontrados nas escavações das vilas romanas de Tisdro e que não foram para o Museu do Bardo de Tunes ou para o  Museu Arqueológico de Sousse.
Anexa ao museu, a villa d'Africa é uma reconstituição didática de uma casa romana. Ali se encontram dois mosaicos notáveis, um deles representa a deusa África, encimada por um elefante morto e rodeada de bustos representando as quatro estações. O outro mosaico tem uma representação simbólica de Roma e das suas províncias.